# Phyciodes dyari
Phyciodes dyari är en fjärilsart som beskrevs av Gunder 1928. Phyciodes dyari ingår i släktet Phyciodes och familjen praktfjärilar. Inga underarter finns listade i Catalogue of Life.